# Neo Contra
Neo Contra est un jeu vidéo d'action de type shoot them up développé et édité par Konami. Il fait partie de la série Contra et est une suite directe à Contra: Shattered Soldier. Le jeu est disponible depuis 2004 sur PlayStation 2.